# Aram Tigran
Aram Tigran (armeniska: Արամ Տիգրան) eller Aramê Dîkran, född 15 januari 1934 i al-Qamishli, Syrien, död 8 augusti 2009 i Aten, Grekland, var en kurdisk-armenisk sångare som sjöng främst på kurdiska.
Tigran föddes i Al-Qamishli i nordöstra Syrien i en familj ursprungligen från Diyarbakir, Turkiet. Hans fars familj var bland de överlevande från folkmordet på armenierna 1915. Efter att ha avslutat högstadiet klass nio, koncentrerade han sig på att lära musik och började spela Oud i tjugoårsåldern. Han sjöng på fyra olika språk: kurdiska, syrianska, armeniska och arabiska. Han anses vara bland de bästa av samtida kurdiska sångare och musiker.
Tigran repertoar omfattade 230 låtar på kurdiska, 150 på arabiska, 10 på syriska och 8 på grekiska.
Sedan 1990-talet var Aram Tigran bosatt i Belgien och Grekland. Tigran reste till Diyarbakir för att delta i Newrozfirandet och insjuknade där. Han fördes till ett sjukhus i Aten för vård. Tigran avled den 8 augusti 2009 vid 75 års ålder. Han ville bli begravd i staden Diyarbakir i Turkiet men de turkiska myndigheterna vägrade denna begäran. Hans grav ligger i Bryssel, Belgien.

## Album
- Çîyayê Gebarê
- Zîlan
- Serxwebûn Xweş E
- Kurdîstan
- Xazî Dîsa Zarbûma
- Rabin
- Evîna Feqiyê Teyran
- Keçê Dinê
- Ey Welato Em Heliyan
- Ay Dilberê
- Daye Min berde
- Diyarbekira Serin
- Aydil
- Em Hatin
- Heval Ferat